# Alsten
Alsten es una isla de Noruega, perteneciente a la provincia de Nordland, en el norte del país. Contiene siete montañas nevadas, llamadas las siete hermanas (de syv søstre)  que tiene cinco montañas de más de 1000 metros de altura. La parte occidental de la isla es relativamente plana y en ella se encuentran la ciudad de Sandnessjøen y la aldea de Søvika en el sur.
La isla, de 30 kilómetros de largo, tiene una superficie de 152,6 kilómetros cuadrados y su punto más alto es la montaña Botnkrona, que alcanza los 1.072 metros sobre el nivel del mar. En 2017 había 6.969 residentes en la isla. Las islas de Altra y Skålvær están situadas al suroeste, las islas de Tjøtta, Offersøya, Mindlandet y Rødøya están situadas al sur, rodeando la entrada del Vefsnfjorden. 
La isla está conectada al continente por el puente Helgeland en la carretera provincial 17 de Noruega, que conecta la parte septentrional de la isla con el municipio de Leirfjord en el continente. Esta misma carretera 17 continúa atravesando la isla de norte a sur, donde luego se conecta por un puente a las islas cercanas de Offersøya y Tjøtta.
A la parte oriental de la isla se la suele llamar la "parte trasera" de la isla, ya que está al otro lado de las montañas desde el lado más poblado. Esta "parte trasera" se encuentra dentro del municipio de Leirfjord y el puente de Sundøy conecta la zona del pueblo de Sundøy en la parte trasera de la isla con el continente.